# Dick Moores
Richard Arnold Moores (* 12. Dezember 1909 in Lincoln, Nebraska; † 22. April 1986 in Asheville, North Carolina) war ein US-amerikanischer Comiczeichner.
Nach seinem Studium an der Chicago Academy of Fine Arts arbeitete Moores als Assistent für Chester Gould und dessen Strip Dick Tracy. Er zeichnete auch für kurze Zeit an eigenen Comic-Strips. 1942 kam er zu Disney und wirkte dort bei Zeichentrickfilmen wie auch bei Comics mit. Während der 1940er und -50er Jahre arbeitete er an Micky Maus, Alice im Wunderland, Bugs Bunny oder Schweinchen-Dick-Comics für die Tageszeitung mit. Ab 1956 war er Assistent von Frank O. King und seinem täglichen Gasoline-Alley-Strip, welchen Moores ab 1959 komplett übernahm, da King in den Ruhestand ging. Ab 1975 übernahm er auch die Sonntagsseite, die vorher Bill Perry betreut hatte. Moores modernisierte den Strip und setzte den Fokus auf andere Charaktere als King. Er zeichnete die erfolgreiche Serie bis zu seinem Tod 1986.

## Preise & Auszeichnungen (Auswahl)
- 1974: Reuben Award für Gasoline Alley